# Augusto Codecá
Augusto Codecá (Buenos Aires, 2 de junio de 1906 - Buenos Aires, 7 de mayo de 1978) fue un actor argentino.

## Carrera
En 1932 debutó en cine participando del filme La barra de Taponazo, fallido intento de sonorización con discos. Años después participó de películas como Crimen a las tres y Palermo. En 1937 tuvo un pequeño papel en el drama La fuga, protagonizado por Tita Merello y Santiago Arrieta. Además de este tuvo papeles de apoyo en films como La chismosa y Hermanos; en 1939 se consagró en cine acompañando a Niní Marshall en "Cándida", donde interpretó a Jesús, el compañero de la mucama, y realizó el mismo personaje en Los celos de Cándida y Cándida, la mujer del año. En 1940 intervino en la comedia Caprichosa y millonaria, con Paulina Singerman.
Incursionó en todos los medios, destacándose en la radio donde tuvo mucha popularidad, en particular con su novelada audición "Villa tranquila" (guionada por Billy Kerosene) donde Codecá componía a todos los personajes del pueblo homónimo. En teatro, participando de obras como Dos Virginias para Pablo, Juancito de la Ribera, Caramelos surtidos, El novio, Esta noche filmación, La viuda alegre, etc.
Participó en 49 películas, realizando papeles dramáticos y cómicos. Protagonizó los filmes Soy un infeliz, El último cow-boy y Se necesita un hombre con cara de infeliz. En 1946 participó de la producción uruguaya Los tres mosqueteros, de Julio Saraceni. Luego volvió a acompañar a Niní Marshall, esta vez como Catita en Porteña de corazón y Catita es una dama. En la década de 1960" tuvo papeles menores en películas de grandes directores como Fernando Ayala, Daniel Tinayre, Luis Saslavsky, etc. En sus últimos años de trabajo fue encaminado en papeles aptos para todo público al igual que los filmes, protagonizados por figuras del momento como Jorge Porcel, Eddie Pequenino, Osvaldo Pacheco, etc. En 1976 realizó su última intervención cinematográfica en El profesor erótico, de Rafael Cohen.
Falleció a los 71 años el 7 de mayo de 1978 en Buenos Aires. Estuvo casado con la actriz Leonor Rinaldi.

## Filmografía
- 1932: La barra de Taponazo
- 1934: Crimen a las 3
- 1937: Palermo
- 1937: La fuga
- 1937: Nace un amor
- 1938: El diablo con faldas
- 1938: La chismosa
- 1939: Frente a la vida
- 1939: Hermanos
- 1939: ...Y los sueños pasan
- 1939: Cándida
- 1940: Caprichosa y millonaria
- 1940: Los celos de Cándida
- 1940: Mi fortuna por un nieto
- 1940: El susto que Pérez se llevó
- 1943: Cándida, la mujer del año
- 1946: Soy un infeliz
- 1946: Los tres mosqueteros
- 1948: Porteña de corazón
- 1948: Los secretos del buzón
- 1949: Su última pelea
- 1950: Campeón a la fuerza
- 1950: Mary tuvo la culpa
- 1950: La doctora Castañuelas
- 1954: El último cow-boy
- 1954: Se necesita un hombre con cara de infeliz
- 1955: El festín de Satanás
- 1956: Catita es una dama
- 1962: Cuerpo extraño (Cuando una mujer no quiere) (inédita - 1962).
- 1963: Cuando calienta el sol
- 1963: La chacota
- 1963: Placeres conyugales
- 1965: Santiago querido!
- 1966: Hotel alojamiento
- 1968: En mi casa mando yo
- 1968: El gran robo
- 1969: Kuma Ching
- 1972: ¿De quiénes son las mujeres?
- 1973: El cabo Tijereta
- 1974: Crimen en el hotel alojamiento
- 1974: Papá Corazón se quiere casar
- 1975: La super, super aventura
- 1975: Carmiña (Su historia de amor)
- 1975: Los chantas
- 1975: Un mundo de amor
- 1976: Te necesito tanto, amor
- 1976: El gordo de América
- 1976: Don Carmelo Il Capo
- 1976: El profesor erótico